# 白鳞伞属
白鳞伞属（学名：Leucopholiota）是口蘑科下的一个属。

## 下属物种
本属包括以下物种：
- 华美白鳞伞 Leucopholiota decorosa (Peck) O.K.Mill., T.J.Volk & Bessette
- 木生白鳞伞 Leucopholiota lignicola (P.Karst.) Harmaja